# Heinrich Schmidt-Matthiesen
Heinrich Schmidt-Matthiesen (* 28. März 1923 in Witten; † 4. Mai 2006 in Frankfurt am Main) war ein deutscher Frauenarzt, Geburtshelfer und Onkologe.

## Leben und Wirken
Heinrich Schmidt-Matthiesen wurde im Ruhrgebiet geboren. Nach dem Schulabschluss wurde er im Zweiten Weltkrieg zum Wehrdienst einberufen. Dort war er bei der Luftwaffe tätig. Er war Bordfunker- und Navigationslehrer sowie Blindfluglehrer an einer Fliegerschule.
Nach Kriegsende wurde er in britischer Kriegsgefangenschaft als Sanitäter eingesetzt. Dies veranlasste ihn zum Studium der Medizin, obwohl er eigentlich für ein Ingenieursstudium an der Technischen Hochschule Danzig „fernimmatrikuliert“ war.
Von 1946 bis 1952 studierte Schmidt-Matthiesen Medizin an der Westfälischen Wilhelms-Universität Münster. Am 3. Dezember 1952 wurde er dort mit einer Dissertation zum Thema „Neue Ergebnisse zur Lymphknotenfunktion“ promoviert. Von 1952 bis 1954 war er als Pflichtassistent an der Frauenklinik Göttingen tätig. 1954/55 arbeitete Schmidt-Matthiesen am Pathologischen Institut Mannheim, um anschließend nach Göttingen zurückzukehren. Er wurde nach der Facharztausbildung unter Heinz Kirchhoff 1961 mit einer Arbeit zu „Histochemischen Studien am normalen menschlichen Endometrium“ habilitiert, 1963 Oberarzt und 1966 zum außerplanmäßigen Professor ernannt.
1969 wurde Heinrich Schmidt-Matthiesen auf den Lehrstuhl für Gynäkologie der Johann Wolfgang Goethe-Universität Frankfurt am Main berufen und zum Direktor der Universitäts-Frauenklinik ernannt. Seine Antrittsvorlesung mit dem Thema: „Der Einfluss der praenatalen Umwelt auf die Entwicklung“ hielt er am 4. Mai 1970. Er leitete die Klinik bis zu seiner Emeritierung 1988.
Heinrich Schmidt-Matthiesen verstarb 2006 im Alter von 83 Jahren.
Er war seit 1956 mit seiner Frau Elisabeth Schmidt-Matthiesen, geb. Westhoff, verheiratet, mit der er drei Kinder, Andreas, Bettina, und Cornelia, hatte.

## Ehrungen
1963 erhielt Schmidt-Matthiesen in Lille den Prix quadiennale der FIGO. 1968 wurde ihm in Lübeck der Jahrespreis der Nordwestdeutschen Gesellschaft für Gynäkologie verliehen. Zwischen 1978 und 1980 war Heinrich Schmidt-Matthiesen Präsident der Deutschen Gesellschaft für Gynäkologie und Geburtshilfe und richtete den Kongress 1980 in Hamburg aus. Er war Präsident der Mittelrheinischen Gesellschaft für Geburtshilfe und Gynäkologie, Gründer des Tumorzentrums Rhein-Main, sowie Präsident des Hessischen Krebskongresses. Er war Gründungsmitglied der Arbeitsgemeinschaft für Gynäkologische Onkologie (AGO) am 18. September 1981 und bis 1987 1. Vorsitzender der Organisation, die heute in der Deutschen Gesellschaft für Gynäkologie und Geburtshilfe und der Deutschen Krebsgesellschaft verankert ist.
Schmidt-Matthiesen war von 1979 bis 1985 Mitglied des ständigen Sachverständigenrates des Bundesministeriums für Forschung und Technik in Bonn, 1978 bis 1990 Delegierter der Bundesrepublik Deutschland in der UPIGO, der Vereinigung der Berufsverbände der Frauenärzte der europäischen Staaten und war Mitglied der Deutschen Akademie der Naturforscher Leopoldina.
Er war Ehrenmitglied des Berufsverbandes der Frauenärzte, der Deutschen Gesellschaft für Gynäkologie und Geburtshilfe, der Società Italiana di Ginecologia e Ostetricia, sowie der Mittelrheinischen Gesellschaft für Gynäkologie und Geburtshilfe.
Für seine Verdienste in der gynäkologischen Onkologie wurde Heinrich Schmidt-Matthiesen 1993 mit dem
Bundesverdienstkreuz 1. Klasse ausgezeichnet.
Die Arbeitsgemeinschaft für Gynäkologische Onkologie (AGO) der Deutschen Gesellschaft für Gynäkologie und Geburtshilfe schreibt alle zwei Jahre den Schmidt-Matthiesen-Preis für innovative Leistungen zu den Themen Pathogenese, Pathophysiologie, Molekularbiologie, experimentelle Onkologie, diagnostische und prognostische Faktoren, Therapie maligner gynäkologischer Tumoren und supportiver Maßnahmen aus. Der mit 8000 Euro dotierte Preis wird gesponsert von Pfizer Oncology.

## Schriften (Auswahl)
- Histochemische Studien am normalen menschlichen Endometrium. Habilitationsschrift, Georg-August-Universität Göttingen 1961.
- Das normale menschliche Endometrium. Thieme Verlag, Stuttgart 1963.
- Die fibrinolytische Aktivität von Endometrium und Myometrium, Dezidua und Plazenta, Kollum- und Korpuskarzinomen: Physiologie, Pathologie und klinisch-therapeutische Konsequenzen. Karger Verlag, Basel 1967.
- The normal human Endometrium. Blakiston Div., McGraw-Hill Book Co, New York 1968.
- als Hrsg.: Gynäkologie und Geburtshilfe. Ein Kurzlehrbuch für Studium und Praxis. Schattauer Verlag, Stuttgart 1972, ISBN 3-7945-0283-3; 4. Auflage ebenda 1979.
- Prä-, intra- und postoperative Massnahmen in Gynäkologie und Geburtshilfe. Ein Ratgeber für die klinische Praxis. Enke Verlag, Stuttgart 1974, ISBN 3-432-01880-0.
- mit Gunther Bastert: Gynäkologische Onkologie: Diagnostik, Therapie und Nachsorge der bösartigen Genitaltumoren und des Mammakarzinoms. Schattauer Verlag, Stuttgart 1982, ISBN 3-7945-0849-1.
- mit Karl Heinrich Wulf: Klinik der Frauenheilkunde und Geburtshilfe. (begründet von Horst Schwalm und Gustav Döderlein). Urban und Fischer Verlag, München.
- Wandlungen: die Entwicklung der Gynäkologie von 1948 bis 1988; eine kritische Bilanz. Abschiedsvorlesung gehalten am 8. Februar 1988. Urban und Schwarzenberg, München 1988, ISBN 3-541-13371-6.
- Das Haus im Verborgenen und andere Erzählungen. Fischer Verlag, Aachen 2002, ISBN 3-89514-366-9.